# Darma Buana
Darma Buana is een bestuurslaag in het regentschap Ogan Komering Ulu van de provincie Zuid-Sumatra, Indonesië. Darma Buana telt 1061 inwoners (volkstelling 2010).